# EMD SD28
EMD SD28는 6축 디젤 전기 기관차이며 미국 일렉트로 모티브 디젤에서 1965년 7월부터 1965년 9월까지 제작했다. 엔진은 EMD 16-567D1, 16-실린더이며 힘은 1,800마력 (1.34 MW)이다. 이 기관차는 기본적으로 EMD SD35의 터보차저가 아닌 버전이었다. 6대 모두 미국에서 운용했다.
1966년 6월에 대한민국 수출용으로 SD28의 승객 버전 6대가 제작되었다.

## 이전 소유자
| 철도 회사               | 대수 | 번호      | 참고       |
| ----------------------- | ---- | --------- | ---------- |
| 콜럼버스 및 그린빌 철도 | 2    | 701-702   |            |
| 리저브 마이닝 컴퍼니    | 4    | 1233–1236 |            |
| 대한민국 철도청         | 6    | 6101-6106 | 타입 SDP28 |

## 같이 보기
- 대한민국 철도청 6100호대 디젤 기관차